# Гульельмоне, Вальтер
Вальтер Фернандо Гульельмоне Гомес (исп. Walter Fernando Guglielmone Gómez; 11 апреля 1978, Сальто) — уругвайский футболист, нападающий. Выступал за сборную Уругвая.

## Биография
В начале карьеры играл в Уругвае за «Насьональ», «Фронтера Ривера», «Монтевидео Уондерерс», «Данубио». С «Насьоналем» в 2002 году и с «Данубио» в 2004 году побеждал в чемпионате Уругвая. В сезоне 2002/03 играл во французской Лиге 1 за «Аяччо», провёл 17 матчей и забил один гол — 24 августа 2002 года в ворота «Седана». В середине 2000 годов выступал в Мексике за клубы высшего дивизиона «Пачука» и «Чьяпас», затем играл на родине за столичные «Пеньяроль» и «Ливерпуль».
Летом 2007 года перешёл в «Интер» (Баку), стал первым латиноамериканским игроком в этом клубе. В сезоне 2007/08 вместе с клубом победил в чемпионате Азербайджана и стал третьим бомбардиром с 11 мячами. В следующем сезоне стал вице-чемпионом и победил в споре бомбардиров, забив 17 голов. В сезоне 2009/10 играл за другой клуб из Азербайджана — «Нефтчи» (Баку). В последние годы карьеры выступал в Парагвае за «Гуарани» (Асунсьон), возвращался в уругвайский «Монтевидео Уондерерс», а также играл в бразильской лиге Гаушу за «Пелотас» и во втором дивизионе Китая за «БИТ». 31 марта 2012 года получил красную карточку за драку с одноклубником по «Пелотасу» Дугласом Силвой во время матча против «Кашиаса».
Выступал за сборную Уругвая на Кубке Америки 2001 года, где его команда заняла четвёртое место. Принял участие в двух матчах — на групповой стадии 19 июля 2001 года против Гондураса и 9 дней спустя в игре за третье место, также против Гондураса.

## Личная жизнь
Сводный брат — известный уругвайский футболист Эдинсон Кавани.

## Достижения
- Чемпион Уругвая: 2002, 2004
- Чемпион Азербайджана: 2007/08
- Вице-чемпион Азербайджана: 2008/09
- Лучший бомбардир чемпионата Азербайджана: 2008/09 (17 голов)